# High Free Spirits
「High Free Spirits」（ハイ フリー スピリッツ）は、TrySailの楽曲。山﨑佳祐が作詞・作曲を手掛けた。ユニットの4枚目のシングルとして、2016年5月11日にアニプレックスから発売された。

## 背景・音楽性
本曲は、テレビアニメ『ハイスクール・フリート』のオープニングテーマに起用された。テンポが速く疾走感のある曲調に、歌詞には壮大で強い印象をもたらす言葉が多く入った格好良い楽曲で、収録の際に雨宮は楽器の音が強いので、それにボーカルが負けないように、と感じたという。TrySailの格好良い楽曲としては既に「コバルト」があるが、夏川はそちらが静かに燃えるイメージであるのに対して、本曲は激しく燃える曲であり、炎をイメージし最後まで燃やすようなイメージを持って収録に臨んだと語っている。
2016年3月26日にAnimeJapan 2016内で行われた「はいふり スペシャルステージ」にてオープニングテーマサイズで初披露された。まだ正式タイトルの『ハイスクール・フリート』ではなく『はいふり』というタイトルだったので、お客さんはどう思うんだろうか、とドキドキしながらの披露だったという。

## シングルリリース、反響
2016年5月11日にアニプレックスから発売された。前作の『whiz』同様、初回生産限定盤・期間生産限定盤・通常盤の3形態で発売され、初回生産限定盤にはミュージック・ビデオを収録したDVD、期間生産限定盤にはテレビアニメ『ハイスクール・フリート』のオープニングテーマバージョンの楽曲及び、同アニメのノンクレジットオープニング映像を収録したDVDが同梱されている。
カップリングには「僕らのシンフォニー」が収録されている。同曲は、2015年5月23日に開催されたライブイベント『LAWSON presents TrySail First Live 2015 "Sail Out!!!"』にて初披露されてから、1年越しでのCD収録となった。同ライブで初披露された新曲は3曲あり、それぞれメンバー1人をセンターとしてフィーチャーした楽曲となっていたが、その中でも夏川をフィーチャーした楽曲になっている。
5月23日付オリコン週間シングルチャートにて初動1.9万枚を売り上げ10位にランクインし、初動のみで前作「whiz」の累計売上1.4万枚を上回った。2016年10月にはニュータイプアニメアワード2016主題歌賞を受賞した。

## シングル収録内容

### 初回生産限定盤・通常盤
| #         | タイトル                             | 作詞      | 作曲      | 編曲      | 時間  |
| --------- | ------------------------------------ | --------- | --------- | --------- | ----- |
| 1.        | 「High Free Spirits」                | 山﨑佳祐  | 山﨑佳祐  | 溝口雅大  | 4:43  |
| 2.        | 「僕らのシンフォニー」               | 田中花乃  | 野村勇輔  | 野村勇輔  | 4:25  |
| 3.        | 「High Free Spirits」(Instrumental)  |           |           |           | 4:43  |
| 4.        | 「僕らのシンフォニー」(Instrumental) |           |           |           | 4:25  |
| 合計時間: | 合計時間:                            | 合計時間: | 合計時間: | 合計時間: | 18:16 |

| #  | タイトル                           | 作詞 | 作曲・編曲 | 時間 |
| -- | ---------------------------------- | ---- | ---------- | ---- |
| 1. | 「High Free Spirits」(Music Video) |      |            | 5:14 |

### 期間生産限定盤
| #         | タイトル                             | 作詞  | 作曲・編曲 | 時間 |
| --------- | ------------------------------------ | ----- | ---------- | ---- |
| 1.        | 「High Free Spirits」                |       |            | 4:43 |
| 2.        | 「僕らのシンフォニー」               |       |            | 4:25 |
| 3.        | 「High Free Spirits」(TV Ver.)       |       |            | 1:30 |
| 4.        | 「High Free Spirits」(Instrumental)  |       |            | 4:43 |
| 5.        | 「僕らのシンフォニー」(Instrumental) |       |            | 4:25 |
| 合計時間: | 合計時間:                            | 19:46 |            |      |

| #  | タイトル                                                             | 作詞 | 作曲・編曲 | 時間 |
| -- | -------------------------------------------------------------------- | ---- | ---------- | ---- |
| 1. | 「アニメ『ハイスクール・フリート』ノンクレジット・オープニング映像」 |      |            | 1:38 |

## チャート
| チャート                                            | 最高 順位 | 出典   |
| --------------------------------------------------- | --------- | ------ |
| 日本・オリコン デイリーCDシングルランキング         | 6         | [ 13 ] |
| 日本・オリコン 週間CDシングルランキング             | 10        | [ 3 ]  |
| 日本・オリコン 月間CDシングルランキング 2016年5月度 | 21        | [ 4 ]  |
| Billboard Japan Hot 100                             | 6         | [ 14 ] |
| Billboard Japan Hot Animation                       | 3         | [ 15 ] |
| Billboard Japan Hot Singles Sales                   | 10        | [ 16 ] |

## 収録アルバム
| アルバム     | 発売日        | 備考                  |
| ------------ | ------------- | --------------------- |
| 『TAILWIND』 | 2017年8月23日 | 2ndオリジナルアルバム |